# 圣茹安
圣茹安（法語：Saint-Jouin，法語發音：[sɛ̃ ʒwɛ̃] ⓘ）是法国卡尔瓦多斯省的一个市镇，属于利雪区。

## 地理
圣茹安（49°12'35"N, 0°0'53"W）面积5.03 平方千米，位于法国诺曼底大区卡爾瓦多斯省，该省份为法国西北部沿海省份，北濒大西洋英吉利海峡，东北与滨海塞纳省以海上边界相接，东临厄尔省，南至奧恩省，西与芒什省接壤。
与圣茹安接壤的市镇（或旧市镇、城区）包括：欧日地区伯夫龙、克雷斯沃耶、多聚莱、博富尔-德吕瓦勒、圣莱热迪博。
圣茹安的时区为UTC+01:00、UTC+02:00（夏令时）。

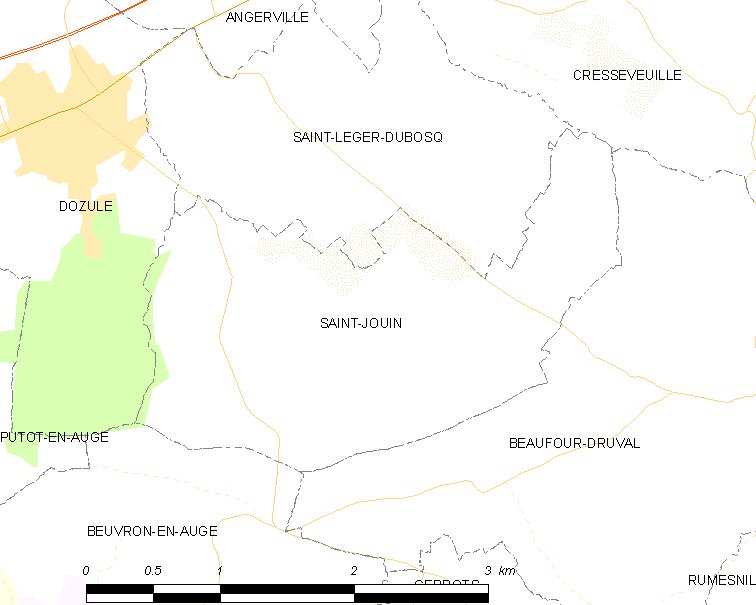
圣茹安的OSM定位图

## 行政
圣茹安的邮政编码为14430，INSEE市镇编码为14598。

## 政治
圣茹安所属的省级选区为卡堡县。

## 人口

1962-2008年间圣茹安人口变化图示

圣茹安于2022年1月1日时的人口数量为280人。